# Gouvernement Sturgeon I
Écosse autonome
Salmond II Sturgeon II
Le gouvernement Sturgeon I (en anglais : First Sturgeon Government) est le gouvernement dévolu de l'Écosse du 20 novembre 2014 au 18 mai 2016.

## Investiture
Nicola Sturgeon est élue Première ministre le 19 novembre 2014 face à Ruth Davidson. Tous les partis en dehors du SNP et des conservateurs s'abstiennent.
|            | Nicola Sturgeon | SNP          | 66 |  |  |  |  |  |
|            | Ruth Davidson   | Conservateur | 15 |  |  |  |  |  |
|            |                 |              |    |  |  |  |  |  |
| Abstention | Abstention      | Abstention   | 39 |  |  |  |  |  |

## Composition
- Les nouveaux ministres sont indiqués en gras, ceux ayant changé d'attributions en italique.

| Portefeuille                                                                                         | Titulaire | Titulaire           | Parti |
| --- | --------- | ------------------- | ----- |
| Première ministre                                                                                    |           | Nicola Sturgeon     | SNP   |
| Vice-Premier ministre Secrétaire du Cabinet chargé des Finances, de la Constitution et de l'Économie |           | John Swinney        | SNP   |
| Secrétaire du Cabinet chargé des Infrastructures, des Investissements et des Villes                  |           | Keith Brown         | SNP   |
| Secrétaire du Cabinet chargé du Travail équitable, des Compétences et de la Formation                |           | Roseanna Cunningham | SNP   |
| Secrétaire du Cabinet chargé de l'Éducation et de la Formation continue                              |           | Angela Constance    | SNP   |
| Secrétaire du Cabinet chargé de la Santé, du Bien-être et des Sports                                 |           | Shona Robison       | SNP   |
| Secrétaire du Cabinet chargé de la Justice sociale, des Communautés et des Droits des retraités      |           | Alex Neil           | SNP   |
| Secrétaire du Cabinet à la Justice                                                                   |           | Michael Matheson    | SNP   |
| Secrétaire du Cabinet chargé des Affaires rurales, de l'Alimentation et de l'Environnement           |           | Richard Lochhead    | SNP   |
| Secrétaire du Cabinet chargé de la Culture, de l'Europe et des Affaires extérieures                  |           | Fiona Hyslop        | SNP   |